# Ölziibayaryn Düürenbayar
Dans ce nom mongol, le nom de famille, Ölziibayaryn, précède le nom personnel.
Ölziibayaryn Düürenbayar (en mongol : Өлзийбаярын Дүүрэнбаяр), né le 31 janvier 1994, est un judoka mongol.

## Carrière
Ölziibayaryn Düürenbayar évolue dans la catégorie des plus de 100 kg. Médaillé d'or aux Mondiaux juniors 2014 à Fort Lauderdale, il est médaillé d'argent aux Jeux asiatiques de 2014 à Incheon, médaillé de bronze aux Championnats d'Asie de judo 2017 à Hong Kong, puis médaillé d'argent aux Jeux asiatiques de 2018 à Jakarta et médaillé de bronze aux Championnats du monde de judo 2018 à Bakou.
Il est nommé porte-drapeau de la délégation mongole, conjointement avec la joueuse de basket-ball Khulan Onolbaatar, aux Jeux olympiques d'été de 2020 à Tokyo.